# Robbie Shakespeare

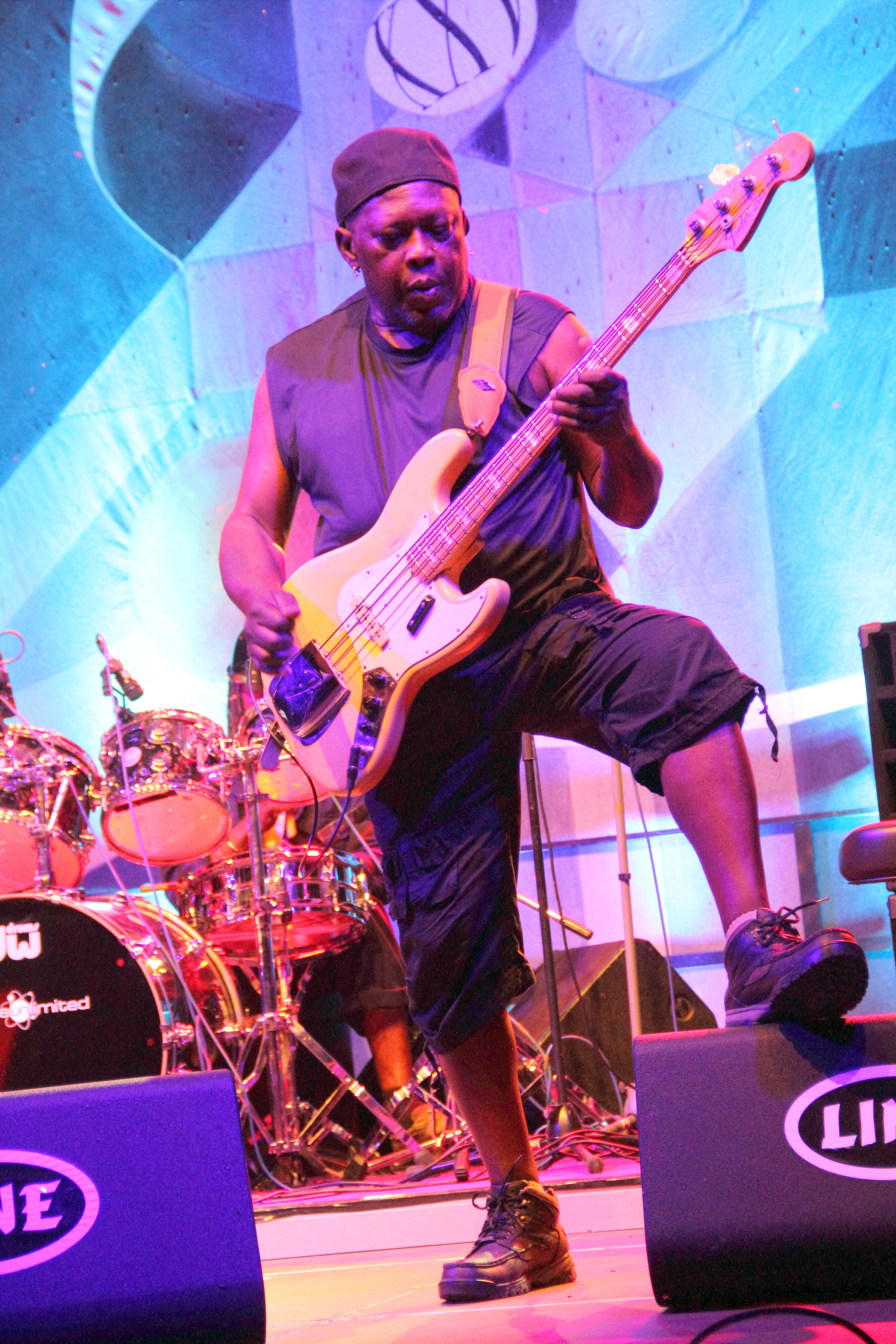
Auf dem TFF Rudolstadt, 2015

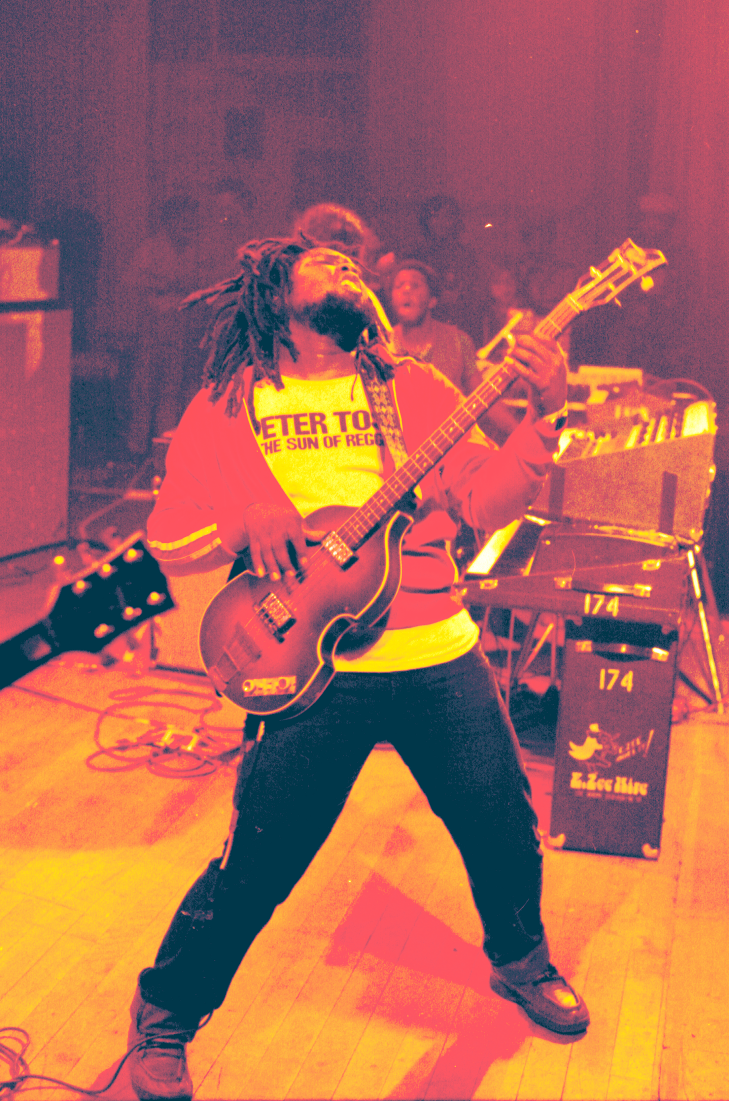
Bei einem Auftritt 1978, hier mit einem E-Bass des Modells Höfner 500/1

Robert „Robbie“ Shakespeare (* 27. September 1953 in Kingston, Jamaika; † 8. Dezember 2021 in Florida, Vereinigte Staaten) war ein jamaikanischer Bassist und Keyboarder. Zusammen mit Sly Dunbar war er im Duo Sly & Robbie aktiv.

## Leben
Robbie Shakespeare wuchs in Jamaika auf und fing früh an, Bass zu spielen. Vor der Zusammenarbeit mit dem Schlagzeuger und Musikproduzenten Sly Dunbar hatte er bereits Erfahrungen in Tonstudios gemacht. Er hatte mit Bob Marley das Musikstück Stir It Up aufgenommen und mit der Band The Aggrovators gearbeitet.
Shakespeare und Dunbar gründeten das Duo The Riddim Twins, auch bekannt als Sly & Robbie. Zusammen spielten sie mit dem Reggae-Interpreten Peter Tosh und mit der Band Black Uhuru; außerdem spielten und produzierten sie für zahlreiche andere Musikgruppen. Das zuletzt veröffentlichte Album ist Version Born (2004) mit Sly Dunbar. Im Bereich der Jazz- und Fusionmusik war er laut Tom Lord zwischen 1976 und 1999 an Aufnahmesessions vom Rico Rodriguez, Chris Hinze, Manu Dibango, Kazumi Watanabe, Bernie Worrell und Monty Alexander beteiligt.
2015 unternahm das Rhythmusgespann unter dem Titel Sly & Robbie meet Nils Petter Molvaer eine Tour mit dem norwegischen Jazztrompeter und dessen Begleitmusikern.
Für 2015 wurde Shakespeare und Dunbar die Musgrave-Medaille in Gold des Institute of Jamaica zugesprochen.
Robbie Shakespeare starb am 8. Dezember 2021 in einem Krankenhaus im US-amerikanischen Bundesstaat Florida nach einer Nieren-Operation.

## Filmografie
- Rockers, Regie: Ted Bafaloukos, Jamaika 1978. (Er spielt sich selbst als „Jah Robbie“.)